# 呉羽パーキングエリア

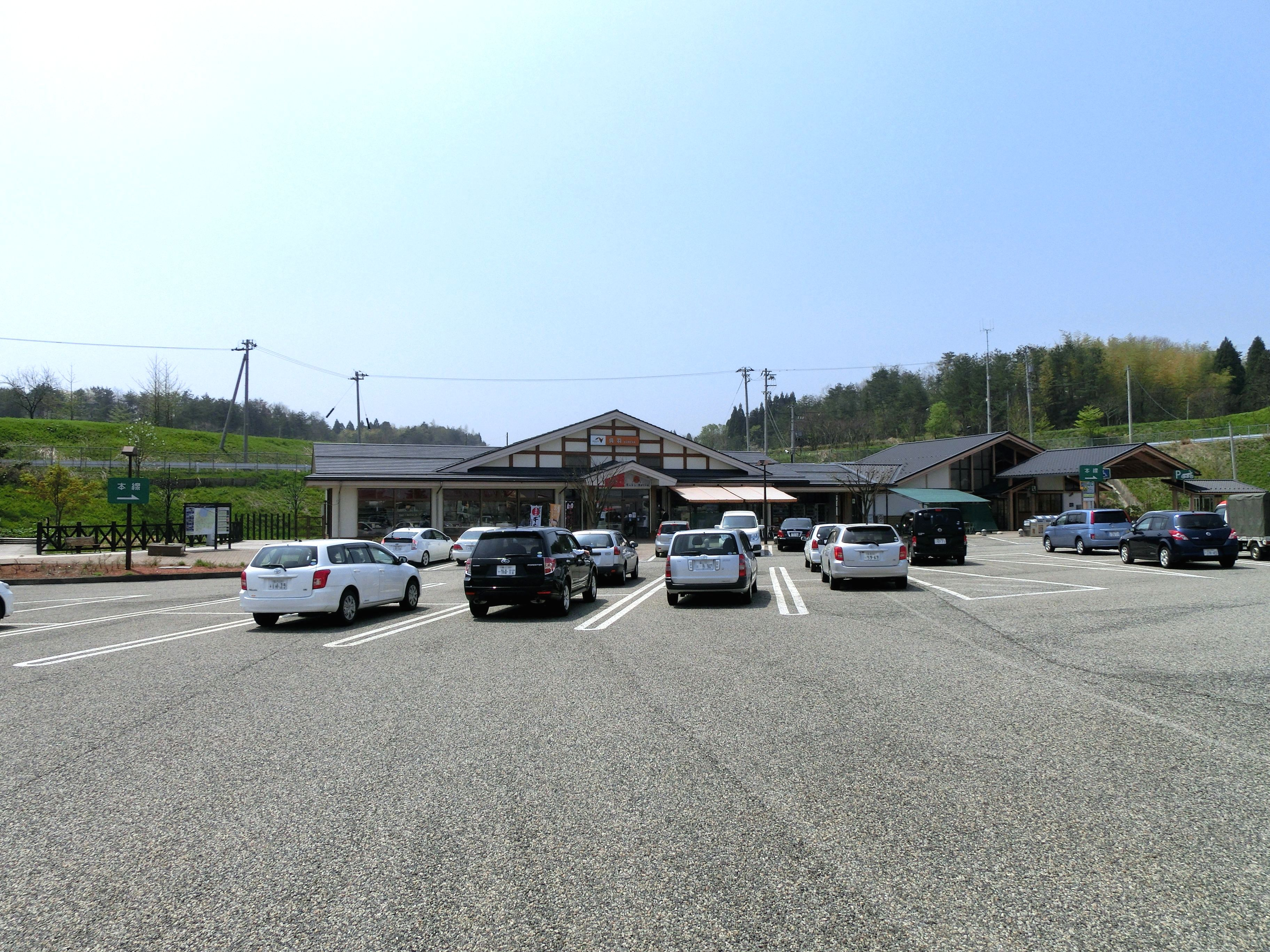
上り線（2012年撮影）

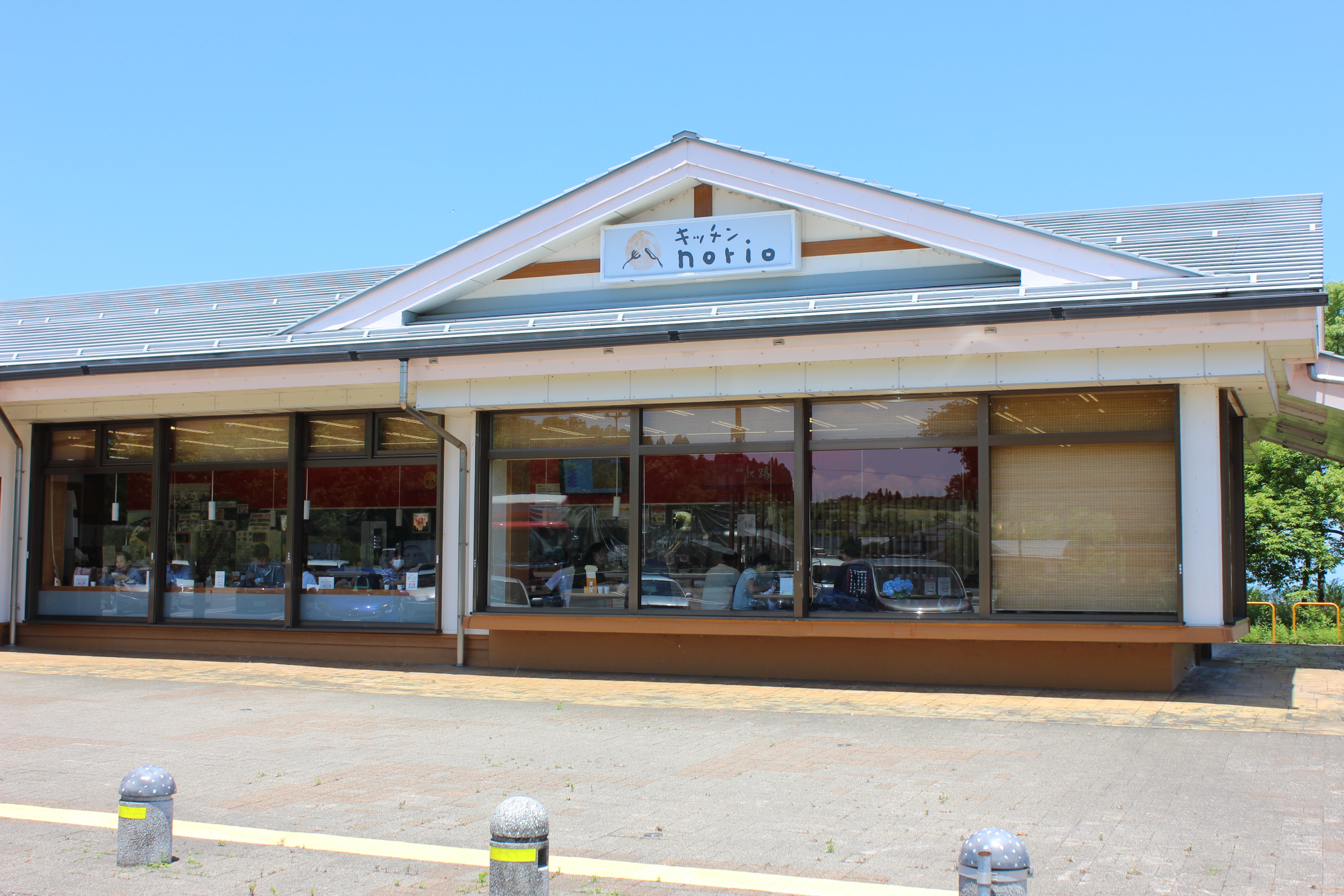
キッチンnorio（下り線）

呉羽パーキングエリア（くれはパーキングエリア）は、富山県射水市にある北陸自動車道のパーキングエリアである。
白鳥の飛来地になっている田尻池へのアクセスゲートが設けられ、徒歩数分で行ける。

## 施設

### 上り線（米原・高山方面）
- 駐車場
  - 大型 27台
  - 小型 7台
- トイレ
  - 男性 大3（和式1・洋式2）・小7
  - 女性 9（和式1・洋式8）
    - 同伴の男児用 1

  - 車椅子用 1
- フードコート（7:00 - 20:00）
  - 北路（ラーメンなど）
  - norio（オムライスなど）
- ショッピングコーナー（7:00 - 20:00）
- 自動販売機
- ぷらっとパーク（7:00 - 20:00）

### 下り線（新潟方面）
- 駐車場
  - 大型 28台
  - 小型 22台
- トイレ
  - 男性 大3（和式1・洋式2）・小7
  - 女性 10（和式1・洋式9）
    - 同伴の男児用 1

  - 車椅子用 1
- フードコート（7:00 - 20:00）
  - 北路（ラーメンなど）
  - norio（オムライスなど）
- ショッピングコーナー（7:00 - 20:00）
- 自動販売機
- ぷらっとパーク（7:00 - 20:00）

## 隣
E8 北陸自動車道
(21)小杉IC - 呉羽PA - (21-1)富山西IC